# Ommegang van Mechelen
De Ommegang van Mechelen is een aloude ommegang die plaatsvindt in Mechelen.
De reuzenfamilie: op de klanken van het Reuzenlied (refrein Kere weer-om, euzeke, Reuzeke, kere weer-om, Reuzegom) draaien vader de Reus [sinds vóór 1492], moeder de Reuzin [1549], de kinderen [1618] Janneke, Mieke en klein Claeske in 't rond en andersom, en grootvader de Oude of de Grote Reus (Goliath) gezeten op een wagen draait slechts het hoofd - laatst lukte dat maar half, hij wordt een dagje ouder [1600] (de Mechelse traditie van de reuzenstoet is vermeld op de Lijst van Meesterwerken van het Orale en Immateriële Erfgoed van de Mensheid van UNESCO), het Ros Beiaard (Beyaert) [1415] (in de Mechelse volksmond uitgesproken als 't Veergebreuderspjeid, paard bereden door vier broers), de praalwagens van De Peoene en De Lisbloem (rederijkerskamers), 't Schip van Oorlog (Schip van 's Lands Welvaren?) (wagen), het Rad van Fortuin, de Kemeltjes, de Paardjes (veeleer burleske folklore) en natuurlijk Opsinjoorke (stadsmascotte, een replica in stoeten). De Ommegang volgt steeds de eens om de 25 jaar gehouden Cavalcade (in de Mechelse volksmond uitgesproken als calvacade) (oorspronkelijk als Hanswijkprocessie), laatst in 2013. De Ommegang, of een selectie uit zijn elementen, begeleidt soms ook andere stoeten in de stad. In 2013 werden twee nieuwe kinderen aan de reuzenfamilie toegevoegd: Amir en Noa. Verder werden er toen ook drie verdwenen onderdelen van de ommegang opnieuw in een moderne versie gecreëerd: de Eenhoorn, de Walvis en de Draak.